# ソラヤ
ソラヤ・ラケル・ラミラ・クエバス （Soraya Raquel Lamilla Cuevas, 1969年3月11日-2006年5月10日）は、 コロンビア系アメリカ人のシンガー/ソングライター 、 ギタリスト 、 アレンジャー 、 レコードプロデューサー。 
コロンビア音楽のスターとして成功したソラヤはビルボードのラテン・ポップ・エアプレイ・チャートで2曲のナンバーワン曲を有している。自身でプロデュースしたセルフ・タイトル・アルバム『ソラヤ ( en:Soraya (album))』で2004年の ラテン・グラミー賞で「ソングライターによるベストアルバム」を受賞し、アルバム『エル・オトロ・ラド・デ・ミ (en:El Otro Lado de Mi) （［私の向こう側］の意）」で2005年にラテングラミー賞で「女性ポップ・ヴォーカルアルバム」にノミネートされた。彼女は2005年のビルボード・ラテン・ミュージック・アワードのオープニングアクトだった。ソラヤのキャリアは10年に及び、5枚のアルバムをレコーディングした 。 
ソラヤは2006年5月10日に、乳がんとの長い闘争の末に他界した。 

## バイオグラフィー

### 生い立ち
ソラヤ・ラケル・ラミラ・クエバスは父親、母親、兄弟が母国コロンビアから米国に移住した1年後、 ニュージャージー州ポイントプレザントで生まれた。家族は彼女が赤ん坊だったときにコロンビアに戻ったが、ソラヤが8歳のときにニュージャージーに戻った。 「ソラヤ」は中東では一般的な名前であり、意味は「プレアデス」である。 ソラヤの母方の親戚はレバノンから移住したレバノン人キリスト教徒である。 ソラヤの母親、ヤミラ・クエバス・ガリブは、コロンビアではの主婦だった。ソラヤの父親であるグレゴリオ・ラミラは、コロンビアの輸出会社で働いていた。米国での家族の生活が苦しかったので、やりくりするために、彼は3つまたは4つの仕事をしていた。 

ソラヤはコロンビアに居る5歳のときに初めて叔父が演奏しているのを聞いて音楽に興味を持った。彼は「プエブリート・ビエホ」というコロンビアの伝統的な民謡を演奏した。これは、3弦のギターの一種であるチップルと呼ばれる楽器を使用する。ソラヤの両親は彼女にギターを買い与えて弾き方を教えた。彼女はクラシック・バイオリンに習熟し、最初の公開演奏はニューヨーク市のカーネギー・ホールでNYCユース・フィルハーモニックのメンバーとしてだった。 ソラヤは自分の音楽を作り始めたポイント・プレザント・ボロ高校のクラス総代だった。  
母親が最初に乳がんと診断されたときにソラヤは12歳、母親が再発したときは18歳、1992年に母親が亡くなったときは22歳だった。ソラヤは母親の世話をし、家事をすべて行う必要があるため、責任感が高まったと述べた。彼女はまた、母親を医者の診察室に連れて行った。彼らは一緒に乳がんの研究を行い、en:Race for the Cureに参加した。
ソラヤはニュージャージーのラトガース大学に通い、そこで英文学、フランス哲学、女性学を学んだ。当初、彼女は恥ずかしすぎて大観衆の前で演奏できないのではないかと心配していたが、最終的に彼女は恐怖に打ち勝ち、広大なラトガーズ・キャンパスの周りのコーヒーハウスや集会で聴衆を魅了すべく演奏した際に、ライブパフォーマーとしての自分の途方もない才能に気付きました。音楽のキャリアを始める前には客室乗務員として働いていた。

### 音楽的なキャリア
ソラヤは1994年にポリグラム・レコード / アイランド・レコードとレコーディング契約を結んだ。2年後に英語とスペイン語で同時にリリースされたファーストアルバムは、『オン・ナイト・ライク・ディス (On nights like this / En esta noche)』と題されていた。どちらのバージョンも好意的な評価を受け、ナタリー・マーチャント 、ズッケロ 、スティング 、マイケル・ボルトン 、アラニス・モリセットなどのミュージシャンのコンサートのゲスト出演者として、アメリカ、ラテンアメリカ、ヨーロッパをツアーすることができた。 
ソラヤの歌はラテンアメリカ、ヨーロッパ、アメリカのヒスパニック市場でチャートのトップに登り詰めた。最初のシングル「サドンリィー (Suddenly / De Repente)」は、 ビルボード・ラテン・ポップのリストで1位に達し、英語版は主流のアダルト・コンテンポラリー・エアプレイを受けた。セカンドアルバム、『ウォール・オブ・スマイルズ (Torre de marfil / Wall of smiles)』は彼女のアイドルあるキャロル・キングとの共作曲にちなんでタイトルが付けられ、1997年後半にリリースされ、世界的な認知を獲得するのに役立った。 
2000年、 サードアルバム『アイム・ユアーズ (Cuerpo y alma / I'm Yours)』のリリース直後で彼女がツアーとプロモーションをしようとする数日前にソラヤはステージ3の乳がんと診断された。   彼女は病気と戦うために休みを取った。 
健康で寛解していると感じたソラヤは2003年に4枚目のセルフ・タイトル・アルバム『ソラヤ (Soraya)』をリリースしてミュージック・シーンに復帰した。曲は彼女の闘争、信念、そして人生への愛を反映している。彼女はアルバムを作曲、プロデュース、アレンジし、「シンガーソングライターによるベストアルバム」でラテン・グラミー賞を受賞した。 
2006年にがんで死ぬ前にもう一枚の成功を収めたアルバム、『エル・オトロ・ラド・デ・ミ (El otro lado de mi)』を製作した。

### 死
ソラヤはフロリダ州マイアミで2006年5月10日に37歳で乳がんで他界した。日常的な自己検査を行っているときにしこりを見つけた後、2000年に31歳で初めてがんと診断された。ステージIIIと診断され、二重乳房切除と乳房再建 、 放射線療法と化学療法を受けた 。 ソラヤは、乳がんで母親、祖母、母方の叔母も亡くしていた。 

### 乳がんの擁護者
ソラヤは、特にヒスパニック系女性のために、乳がんの支援と教育の擁護者だった。 彼女はスーザン・G・コーメン乳がん基金の最初のラテン系スポークスマンとなり、南北両アメリカ大陸を回って意識の向上につとめた。9月から10月にかけて、彼女は音楽のキャリアを一休みして、乳がんへの注意に集中した。
他の女性を励ますために、ソラヤは”No One Else / Por ser quien soy"を作りレコーディングした。これは彼女の乳がんとの戦いの経験を反映した歌である。 両方のトラックはソラヤの公式ウェブサイトからダウンロードできる。すべての収益はスーザン・G・コーメン財団に贈られる。 
「答えのない多くの質問があり、希望が私に残らないこと、そして何よりも私の使命が私の物理的な物語で終わらないことを知っています」と言うのが彼女の死の前のファンとメディアに対するソラヤの最後の言葉だった。 

## ディスコグラフィー

### スタジオアルバム
- 『オン・ナイト・ライク・ディス - Ｅｎ Esta Noche / On Nights Like This』（1996年）
- 『ウォール・オブ・スマイルズ - Torre de Marfil / Wall of Smiles』（1997年）
- 『アイム・ユアーズ - Cuerpo y Alma』（2000年）
- 『ソラヤ - Soraya』 （2003年）
- 『エル・オトロ・ラド・デ・ミ - El Otro Lado de Mi』 （2005年）

### コンピレーション
- （1996年）Sálvame/ Save Me Tributo A Queen： LosMásGrandes Del Rock EnEspañol（「セーヴ・ミー」 クィーン・トリビュート：スペイン語で最高のロック）
- （1998年）Todo Lo Que Él Hace (Every Little Thing She Does Is Magic)  on Outlandos D'Americas（アウトランドス・アメリカスの「彼がするすべて （彼女がすることはすべて魔法です）」）
- （2001）『砂漠の薔薇とアラビアの韻律 第1集 -  Desert Roses and Arabian Rhythms、Vol.1』
- （2001） 『シリーズ32 - Serie 32』
- （2003） 『エッセンシャルズ - Essentiales （The Ultimate Collection）』
- （2005）『永遠の成功 - ÉxitosEternos』
- （2005） 『ザ・ベスト・オブ・ソラヤ - The Best of Soraya (20th Century Master - The Millennium Collection)』
- （2005）「ドリーミング・オブ・ユー」をBarrio Boyzzと、『Selena Vive（セレーナへのトリビュート）』
- （2006） 『ゴールド - Gold』（2枚組ベスト）
- （2006）『エレンシア - Herencia』
- （2006） Entre Su Ritmo y El Silencio

## 参照資料
- Con Las Cuerdas Rotas：ペルセベランシアの歴史、エスペランサのレガド （ ソラヤ：音楽の生命、希望の遺産 ）ソラヤ